# ناروتو شيبودن: عاصفة النينجا النهائي 4
ناروتو شيبودن: عاصفة النينجا النهائي 4 (بالإنجليزية: Naruto Shippuden: Ultimate Ninja Storm 4)‏ أو في اليابان ناروتو شيبودن: عاصفة ناروتيميت 4 (NARUTO-ナルト- 疾風伝ナルティメットストーム 4 ناروتو شيبُّودِن: ناروتيميتُّو ستومو 4) هي الإصدار السادس والأخير من سلسلة ناروتو: عاصفة النينجا النهائي المتفرعة من سلسلة ناروتو: النينجا النهائي، وهي لعبة فيديو قتالية وطورتها سيبر كونيكت 2 ونشرتها بانداي نامكو إنترتينمنت لمنصات بلاي ستيشن 4 و‌إكس بوكس ون و‌الحاسوب الشخصي (عبر خدمة ستيم) في فبراير 2016. اللعبة مقتبسة من سلسلة المانغا والأنمي ناروتو للمؤلف ماساشي كيشيموتو. تدعم اللعبة الترجمة باللغة العربية لأول مرة في تاريخ سلسلة ألعاب ناروتو.
أُصدرت نسخة لمنصة نينتندو سويتش بعنوان ناروتو شيبودن: عاصفة النينجا النهائي 4 - الطريق إلى بوروتو في 23 أبريل 2020 في اليابان ولبقية العالم في 24 أبريل من نفس العام. أُصدر محتوى تحميلي للتحديث بعنوان «الأجيال القادمة» وصاحبه إصدار شخصيتي كينشيكي وموموشيكي أتسوتسوكي للعب. وكان هذا احتفالاً ببيع أكثر من 20 مليون نسخة من ألعاب سلسلة النينجا النهائي حول العالم.

## نظام اللعب
تتسم اللعبة بنظام لعب قريب من الألعاب السابقة في السلسلة، حيث يحارب اللاعبون بعضهم البعض في حلبات ثلاثية الأبعاد. تميزت اللعبة بميزة منسية في الألعاب منذ عاصفة النينجا النهائي وهي القدرة على الركض على الجدار. سيستطيع اللاعبين جلب المعركة ديناميكيًا إلى أنحاء الحلبات، والقتال على جدران كل مرحلة. ويوجد تغيير بهذه الميزة وهو القدرة على وضع شخصية على الحائط، في حين تبقى الأخرى على الأرض. كان في الأصل أن اللاعب سينتقل تلقائيًا على الحائط لإبقاء سريان المعركة وإبقاء فحص النظام. أُزيل اختيار تحديد إحدى أنواع القتال الثلاثة المختلفة - والذي كان قد ظهر في لعبة ناروتو شيبودن: ثورة عاصفة النينجا النهائي - واستعادة النظام السابق للتقنية المطلقة والصحوة الموجود في بقية السلسلة. توجد ميزة أخرى وهي القدرة على تبديل الشخصيات أثناء المعركة، مثل التي في لعبة مارفل ضد كابكوم 3: مصير عالمين. ويمكن الشخصيات المتبدلة استخدام التقنية المطلقة والصحوة أيضًا، مما يعني أنه باستطاعة اللاعب شحن الشريط بشخصية ثم التبديل إلى الشخصية الأخرى لتستخدم هذه القدرة. مع ذلك، فإن الشخصيات جميعها تتشارك نفس شريط الصحة. والجديد بالسلسلة هو القدرة على كسر الأسلحة والدروع، في المعارك الحرة و‌معارك الزعماء. ولدعم هذه القدرة، أضافوا القدرة على إحداث ضرر عنصري؛ فعلى سبيل المثال، يمكن للنار حرق الملابس. ويمكن للاعبين التخلص من هذه النار بالتحرك في الأنحاء بسرعة أو بالتعرض لهجمات مائية.

## الحبكة
تبدأ القصة في وسط حرب النينجا العظمى الرابعة بقوات النينجا المتحالفة من قرى النينجا حيث يكشف النينجا ناروتو أوزوماكي هوية الشرير توبي قائد الأكاتسكي ليتضح أنه أوبيتو أوتشيها، صديق كاكاشي هاتاكي معلم ناروتو والذي اِفتُرض أنه قد مات أثناء مهمة في الحرب الثالثة. بينما يتمكن أوبيتو وشريكه مادارا أوتشيها من إيقاظ الوحش الأسطوري ذي العشرة ذيول، أعاد شريك ناروتو ساسوكي أوتشيها إحياء قادة قرية الورق المخفية السابقين - الذين اتخذوا «الشهاب» (الهوكاغي) لقبًا لهم - ليعلم عن أصول القرية. بعدما أدرك ساسوكي أنه شقيقه الأكبر إيتاتشي أوتشيها وكذلك الشهاب الأول هاشيراما سينجو قد قاتلا لحماية القرية بغض النظر عن الثمن، يقرر ساسوكي وفريقه بالإضافة إلى الشُهُب (جمع شهاب) المُبعثين الذهاب لمساعدة مجموعة ناروتو. في القتال، يتمكن ناروتو وساسوكي من هزيمة أوبيتو بعدما امتص قوى جميع الوحوش المذيلة. ويحاول مادارا أن يهزم الشهب ولكن عندما يحاول قتل ناروتو وساسوكي، يستيقظ الاثنان بقوى موروثة من حكيم المسارات الست. يهزم الثنائي مادارا الذي يطعنه شريكه زتسو في ظهره ويحوله إلى أم حكيم المسارات كاغويا. بمساعدة كاكاشي و‌ساكورا هارونو، يتمكن ناروتو وساسوكي من ختم كاغويا ويموت برغم ذلك أوبيتو في المعركة محاولاً حماية كاكاشي. في أعقاب ذلك، يلتحم ناروتو وساسوكي في معركة أخيرة لتقرير الوضع الراهن للقرى. اندهش ساسوكي بقرار ناروتو، فقرر الاستسلام ومغادرة قرية الورق. تنتهي اللعبة بعد حدوث تخطٍ زمني إذ يصبح ناروتو الشهاب الجديد ويعود ساسوكي إلى القرية.

## التطوير

صورة شاشة اللعبة ناروتو للنسخة التجريبية باللغة العربية.

صرح هيروشي ماتسوياما أنه أراد من حياة اللعبة أن تطول قدر الإمكان. لتحقيق هذا، أحدث هو وفريقه تغييرات بارزة في آليات قتال اللعبة، والتي ستتضمن نظام جديد من الاستراتيجية المطورة حصريًا للعبة، بالإضافة إلى تغييرات لنظام القتال الداخلي للعبة ونظام الضرر. وضع الفريق أيضًا بعين الاعتبار الآراء المعطاة من مجتمع ألعاب ناروتو وركزوا على إضافة المزيد من القصة بناءً على العناصر، عوضًا عن الانتقال المعتاد من قتال لآخر. أُعِدَّت اللعبة لتضم أكبر عدد من المقاتلين في تاريخ السلسلة. وستضم القائمة 106 مقاتل من عالم ناروتو كله، بما فيهم شخصيات من فيلم ناروتو الأخير و‌فيلم بوروتو، مما جعل هذه اللعبة ثاني لعبة في السلسلة بعد ناروتو: النينجا النهائي 2 تضم شخصيات من فيلم لناروتو، بالإضافة إلى كونها أول لعبة تصدر عالميًا، لكون الشخصية الضيف دوتو كازاهانا موجودة فقط في الإصدار الياباني من النينجا النهائي 2. كانت اللعبة قابلة للعب للعامة لأول مرة في غيمز كوم 2015. في أغسطس 2015، أُعلن أن اللعبة ستتأخر لفبراير 2016. السبب المذكور لهذا التأخير هو لجعل اللعبة حقيقية أكثر ومُحدَّثة. أدت فرقة كانا-بون الشارة الافتتاحية للعبة، "حلزوني" (スパイラル سوبايرارو).
أُصدر توسع بعنوان الطريق إلى بوروتو - والذي يتميز بعناصر من فيلم بوروتو - في 3 فبراير 2017، بقرار من بانداي نامكو إنترتينمنت لختام سلسلة عاصفة النينجا النهائي بهذا التوسع. في ديسمبر 2019، أُعلن عن نسخة لمنصة نينتندو سويتش بباقة محتوى تحميلي جديدة تسمى «الأجيال القادمة» لكل المنصات وبها شخصيات جديدة وأزياء من أنمي بوروتو: الأجيال القادمة من ناروتو.

## الاستقبال
| استقبال |                                                                |
| --- | -------------------------------------------------------------- |
| مجموع النقاط المجموع نقاط ميتاكريتيك بلاي ستيشن 4: 79/100 [ 12 ] إكس بوكس ون: 80/100 [ 13 ] نينتندو سويتش: 79/100 [ 14 ] نتائج المراجعة نشرة نقاط دستركتويد 8/10 [ 15 ] غيم سبوت 7/10 [ 16 ] آي جي إن 5.5/10 [ 17 ] آي جي إن الشرق الأوسط 5.5/10 [ 18 ] (نينتندو سويتش) سعودي غيمر [ 19 ] |                                                                |
| مجموع النقاط |                                                                |
| المجموع | نقاط                                                           |
| ميتاكريتيك | بلاي ستيشن 4: 79/100 إكس بوكس ون: 80/100 نينتندو سويتش: 79/100 |
| نتائج المراجعة |                                                                |
| نشرة | نقاط                                                           |
| دستركتويد | 8/10                                                           |
| غيم سبوت | 7/10                                                           |
| آي جي إن | 5.5/10                                                         |
| آي جي إن الشرق الأوسط | 5.5/10 (نينتندو سويتش)                                         |
| سعودي غيمر | [ 19 ]                                                         |

في يونيو 2016، أعلن تلفزيون طوكيو أن اللعبة قد بِيع منها أكثر من 1.5 مليون نسخة حول العالم. في 12 سبتمبر 2016، أعلنت بانداي نامكو إنترتينمنت أن اللعبة قد صُدِّر منها حتى ذلك التاريخ مليونا نسخة. في نوفمبر 2017، أُعلن أن الصادرات من اللعبة والمبيعات الرقمية مجتمعين وصلت إلى 3 ملايين نسخة.
أحرزت اللعبة 79 نقطة على موقع ميتاكريتيك من أصل 100 لإصدار بلاي ستيشن 4. كافئها موقع غيم سبوت بسبع نقاط من أصل 10، وقال المراجع «كل شيء، من اللمسات البصرية إلى تفاعلات الشخصية الداخلة والخارجة من المعركة إلى الأداء الصوتي، مقصود به جعل معجبي ناروتو سعداء - بالرغم من حقيقة وجود لعبة قتال ممتعة صغيرة تحت هذا يساعد بالتأكيد». منحها دستركتويد 8 نقاط من أصل 10، وقال مراجع الموقع «إنها نابضة بالحياة، وخيالية فوق الوصف حيث تشاهد نينجا مراهقين يفجرون أجزاءً من الكوكب باستخدام هجمات سحرية، وذلك أمر رائع». أعطاها موقع آي جي إن نتيجة 5.5 من 10، وقال المراجع «القتال القوي لناروتو شيبودن: عاصفة النينجا النهائي يقابله ذكاء اصطناعي ضعيف ومشاكل بالاتصال»، وأشار الموقع إلى حملة اللعبة القصيرة.
بالنسبة للمواقع العربية، أعطى موقع آي جي إن الشرق الأوسط نفس النتيجة للعبة بإصدار نينتندو سويتش وهو 5.5 من 10 وعلق المراجع أن «المطور حاول إضافة بعض المحتوى الجديد في الجزء الرابع ولكنها كانت محاولة بائسة وغير مصقولة، بالإضافة إلى أن نسخة سويتش تحتاج لبعض التحسينات». وقيَّمها موقع سعودي غيمر بثلاثة نجوم (من أصل خمسة)، وأشاد بطريقة سرد القصة وعدد الشخصيات الكبير وأنها نحجت في في إرضاء عشاق السلسلة في حين لم تكن بنفس النجاح في صورتها القتالية. أما موقع ترو غيمنغ فقد منحها 7.5 من أصل 10، وأشاد بالشخصيات ونظام القتال والضربات الخاصة، ولكنه استنكر تكرار نظام اللعب والمحتوى الإضافي، ونصح عمومًا باقتناء اللعبة.

## وصلات خارجية
- الموقع الرسمي (باليابانية)